# قنوات البروستاتا
تنفتح القنوات البروستاتية على أرضية الجزء البروستاتي من الإحليل، وتكون مبطنة بطبقتين من النسيج الطلائي، الطبقة الداخلية مكونة من خلايا عمودية والخارجية خلايا مكعبة صغيرة.
غالبًا ما توجد كتل غروانية صغيرة (معروفة باسم جسيمات الأميلويد) في أنابيب الغدة.

## وصلات خارجية
- صور تشريحية:44:05-0205 في مركز داونستيت الطبي التابع لجامعة نيويورك - "The Male Pelvis: The Prostate Gland"